# Mizrahi Tefahot Bank
La Mizrahi Tefahot Bank est une banque israélienne, créée en 1923, avant même la création de l'État juif.
En 2012, le chiffre d'affaires de la banque est de 4.78 milliards de Shekels. Elle comptait 3 827 employés en 2007.

## Historique
Mizrahi-Tefahot Bank est issue de la fusion entre Bank Mizrahi HaMeuhad et Bank Tefahot en 2004.
En novembre 2017, Mizrahi Tefahot Bank annonce l'acquisition de Union Bank of Israel, pour un montant proche de 400 millions de dollars